# Liste der Kulturdenkmale der Weißeritztalbahn

Streckenkarte der Schmalspurbahn

Die Liste der Kulturdenkmale der Weißeritztalbahn enthält die Kulturdenkmale der Weißeritztalbahn, die in der Denkmalliste des Freistaates Sachsen unter der ID-Nr. 09301531 als Sachgesamtheit ausgewiesen sind.
Diese Sachgesamtheit besteht aus Sachgesamtheitsbestandteilen und Einzeldenkmalen, die in den einzelnen Ortsteilen der Gemeinden Freital, Rabenau, Dippoldiswalde und Altenberg im Landkreis Sächsische Schweiz-Osterzgebirge zu finden sind, siehe Denkmallisten der entsprechenden Gemeinden.
Die Anmerkungen sind zu beachten.
Diese Liste ist eine Teilliste der Liste der technischen Denkmale im Landkreis Meißen. 
 Diese Liste ist eine Teilliste der Liste der technischen Denkmale in Sachsen.

## Legende
- Bild: Bild des Kulturdenkmals, ggf. zusätzlich mit einem Link zu weiteren Fotos des Kulturdenkmals im Medienarchiv Wikimedia Commons. Wenn man auf das Kamerasymbol klickt, können Fotos zu Kulturdenkmalen aus dieser Liste hochgeladen werden:
- Bezeichnung: Denkmalgeschützte Objekte und ggf. Bauwerksname des Kulturdenkmals
- Lage: Straßenname und Hausnummer oder Flurstücknummer des Kulturdenkmals. Die Grundsortierung der Liste erfolgt nach dieser Adresse. Der Link (Karte) führt zu verschiedenen Kartendiensten mit der Position des Kulturdenkmals. Fehlt dieser Link, wurden die Koordinaten noch nicht eingetragen. Sind diese bekannt, können sie über ein Tool mit einer Kartenansicht einfach nachgetragen werden. In dieser Kartenansicht sind Kulturdenkmale ohne Koordinaten mit einem roten bzw. orangen Marker dargestellt und können durch Verschieben auf die richtige Position in der Karte mit Koordinaten versehen werden. Kulturdenkmale ohne Bild sind an einem blauen bzw. roten Marker erkennbar.
- Datierung: Baubeginn, Fertigstellung, Datum der Erstnennung oder grobe zeitliche Einordnung entsprechend des Eintrags in der sächsischen Denkmaldatenbank
- Beschreibung: Kurzcharakteristik des Kulturdenkmals entsprechend des Eintrags in der sächsischen Denkmaldatenbank, ggf. ergänzt durch die dort nur selten veröffentlichten Erfassungstexte oder zusätzliche Informationen
- ID: Vom Landesamt für Denkmalpflege Sachsen vergebene, das Kulturdenkmal eindeutig identifizierende Objekt-Nummer. Der Link führt zum PDF-Denkmaldokument des Landesamtes für Denkmalpflege Sachsen. Bei ehemaligen Kulturdenkmalen können die Objektnummern unbekannt sein und deshalb fehlen bzw. die Links von aus der Datenbank entfernten Objektnummern ins Leere führen. Ein ggf. vorhandenes Icon  führt zu den Angaben des Kulturdenkmals bei Wikidata.

## Schmalspurbahn Hainsberg–Kipsdorf
Diese Liste enthält alle Sachgesamtheitsbestandteile und Einzeldenkmale, die denkmalpflegerisch zur Sachgesamtheit dieser Eisenbahnstrecke gehören. Die historische Bedeutung der Einzeldenkmale dieser Strecke ergibt sich aus dem Denkmaltext des Landesamts für Denkmalpflege Sachsen: „Bedeutendes Denkmal der sächsischen Verkehrsgeschichte, eine der ältesten Schmalspurbahnen Deutschlands, von geschichtlichem, wissenschaftlich-dokumentarischem, landschaftsgestaltendem sowie Seltenheitswert. (LfD/2012).“
Die Liste ist entsprechend der örtlichen Lage an der Strecke von Hainsberg nach Kipsdorf gegliedert.
| Bild           | Bezeichnung | Lage                                                                        | Datierung                                                                                             | Beschreibung | ID                |
| -------------- | --- | --------------------------------------------------------------------------- | --- | --- | ----------------- |
| Weitere Bilder | Sachgesamtheit Weißeritztalbahn mit Gleiskörper (Sachgesamtheitsteile), Technik und allen Hochbauten sowie Brücken der Weißeritztalbahn             | Hainsberg Coßmannsdorf, An der Kleinbahn 6 (Karte)                          | 2. Hälfte 19. Jh. - 1. Hälfte 20. Jh.                                                                 | Sachgesamtheit Weißeritztalbahn mit Gleiskörper (Sachgesamtheitsteile), Technik und allen Hochbauten sowie Brücken der Weißeritztalbahn in den Gemeinden Freital (OT Hainsberg), Rabenau (OT Rabenau ID-Nr. 09301550, OT Lübau ID-Nr. 09304225, OT Spechtritz ID-Nr. 09304222, OT Oelsa ID-Nr. 09303660), Dippoldiswalde (OT Seifersdorf ID-Nr. 09301533, OT Malter ID-Nr. 09301535, OT Dippoldiswalde ID-Nr. 09301537, OT Ulberndorf ID-Nr. 09301539), Schmiedeberg (OT Obercarsdorf ID-Nr. 09301545, OT Schmiedeberg ID-Nr. 09301546, OT Naundorf ID-Nr. 09301541) und Altenberg (OT Oberbärenburg ID-Nr. 09304220, OT Kurort Kipsdorf ID-Nr. 09301548). | 09301531          |
| Weitere Bilder | Bahnhof Freital-Hainsberg (Einzeldenkmal zu ID-Nr. 09301531)                                                                                        | Hainsberg, Dresdner Straße 280 (Karte)                                      | 1905 (Bahnhof)                                                                                        | Einzeldenkmale der Sachgesamtheit Weißeritztalbahn, Teilabschnitt Freital, OT Hainsberg: Bahnhof Freital-Hainsberg mit diversen Gebäuden und Geräten, mit dem Wartehäuschen, Wasserkran, Lokschuppen, Lager, Kohlekran, Zugleitergebäude, Stellwerk sowie bewegliche Denkmale wie Lokomotiven, Reisezugwagen, Güterwagen, Schneepflug und Schmalspurdraisine (Technische Denkmale) (siehe Sachgesamtheit, Gemeinde Freital, OT Hainsberg ID-Nr. 09301531) – Eisenbahnanlagenteile von geschichtlichem, wissenschaftlich-dokumentarischem, landschaftsgestaltendem sowie Seltenheitswert. | 09301532          |
| Weitere Bilder | Haltepunkt Freital-Coßmannsdorf (Einzeldenkmal zu ID-Nr. 09301531)                                                                                  | Coßmannsdorf, An der Kleinbahn 6 (gegenüber) (Karte)                        | 1930                                                                                                  | Einzeldenkmale der Sachgesamtheit Weißeritztalbahn, Teilabschnitt Freital, OT Hainsberg - Rabenau, OT Rabenau, davon auf der Gemarkung Coßmannsdorf (Gemeinde Freital, OT Hainsberg): Haltepunkt Freital-Coßmannsdorf mit dem Wartehäuschen sowie davon gemeinde- und gemarkungsübergreifend teilweise auf Gemarkung Coßmannsdorf (Gemeinde Freital, OT Hainsberg) und teilweise auf Gemarkung Rabenau (Gemeinde Rabenau, OT Rabenau): zwei Naturstein-Bogenbrücken (siehe auch den dazugehörigen Teil in der Sachgesamtheitsliste, OT Rabenau ID-Nr. 09301550 und in der Einzeldenkmalliste, OT Rabenau ID-Nr. 09301553) – Eisenbahnanlagenteile von geschichtlichem, wissenschaftlich-dokumentarischem, landschaftsgestaltendem sowie Seltenheitswert. | 09304221          |
|                | Zwei Naturstein-Bogenbrücken (Einzeldenkmale zu ID-Nr. 09301550)                                                                                    | Rabenau (Karte)                                                             | 1883                                                                                                  | Einzeldenkmale der Sachgesamtheit Weißeritztalbahn, Teilabschnitt Freital, OT Hainsberg – Rabenau, OT Rabenau sind gemeinde- und gemarkungsübergreifend teilweise auf Gemarkung Coßmannsdorf (Gemeinde Freital, OT Hainsberg) und teilweise auf Gemarkung Rabenau (Gemeinde Rabenau, OT Rabenau): zwei Naturstein-Bogenbrücken (Brücke 3 und 4) – Eisenbahnanlagenteile von geschichtlichem, wissenschaftlich-dokumentarischem, landschaftsgestaltendem sowie Seltenheitswert. Einzeldenkmale teilweise auf Gemarkung Rabenau (Gemeinde Rabenau, OT Rabenau, Flurstück 570) und teilweise auf Gemarkung Coßmannsdorf (Gemeinde Freital, OT Hainsberg, Flurstücke 177 und 178) zwei Naturstein-Bogenbrücken, 1883, Einzeldenkmal nur auf der Gemarkung Coßmannsdorf. | 09301553          |
|                | Zwei Naturstein-Bogenbrücken (Einzeldenkmale zu ID-Nr. 09301550)                                                                                    | Rabenau (Karte)                                                             | 1883                                                                                                  | Einzeldenkmale der Sachgesamtheit Weißeritztalbahn, Teilabschnitt Rabenau, OT Rabenau: zwei Naturstein-Bogenbrücken (Brücke 5 und 6) (Sachgesamtheitsliste ID-Nr. 09301550) – Eisenbahnanlagenteile von geschichtlichem, wissenschaftlich-dokumentarischem, landschaftsgestaltendem sowie Seltenheitswert. | 09301551          |
|                | Sachgesamtheitsbestandteil der Sachgesamtheit Weißeritztalbahn, Teilabschnitt Rabenau, OT Lübau ohne Einzeldenkmale, nur der Streckenverlauf        | Lübau (Karte)                                                               | ab 1880/1882                                                                                          | Sachgesamtheitsbestandteil der Sachgesamtheit Weißeritztalbahn, Teilabschnitt Rabenau, OT Lübau ohne Einzeldenkmale, nur der Streckenverlauf – Sachgesamtheit mit Gleiskörper (Sachgesamtheitsteile), Technik und allen Hochbauten sowie Brücken der Weißeritztalbahn in den Gemeinden Freital (OT Hainsberg), Rabenau (OT Rabenau, Lübau, Spechtritz, Oelsa), Dippoldiswalde (OT Malter, Dippoldiswalde, Ulberndorf), Schmiedeberg (OT Obercarsdorf, Schmiedeberg, Naundorf) und Altenberg (OT Oberbärenburg, Kurort Kipsdorf), bedeutendes Denkmal der sächsischen Verkehrsgeschichte, eine der ältesten Schmalspurbahnen Deutschlands, von geschichtlichem, wissenschaftlich-dokumentarischem, landschaftsgestaltendem sowie Seltenheitswert. Keine Einzeldenkmale, nur der Streckenverlauf im OT Lübau. | 09304225          |
| Weitere Bilder | Sachgesamtheitsbestandteil der Sachgesamtheit Weißeritztalbahn, Teilabschnitt Rabenau, OT Rabenau mit zahlreichen Einzeldenkmalen                   | Rabenau (Karte)                                                             | 1881–1883                                                                                             | Sachgesamtheitsbestandteil der Sachgesamtheit Weißeritztalbahn (ID-Nr. 09301531), Teilabschnitt Rabenau, OT Rabenau mit folgenden Einzeldenkmalen: zwei Naturstein-Bogenbrücken (Einzeldenkmal ID-Nr. 09301551), sowie mit folgenden Einzeldenkmalen gemeinde- und gemarkungsübergreifend teilweise auf der Gemarkung Coßmannsdorf (Gemeinde Freital, OT Hainsberg) und teilweise auf der Gemarkung Rabenau (Gemeinde Rabenau, OT Rabenau): zwei Naturstein-Bogenbrücken – Sachgesamtheit mit Gleiskörper (Sachgesamtheitsteile), Technik und allen Hochbauten sowie Brücken der Weißeritztalbahn in den Gemeinden Freital (OT Hainsberg), Rabenau (OT Rabenau, Lübau, Spechtritz, Oelsa), Dippoldiswalde (OT Malter, Dippoldiswalde, Ulberndorf), Schmiedeberg (OT Obercarsdorf, Schmiedeberg, Naundorf) und Altenberg (OT Oberbärenburg, Kurort Kipsdorf) – bedeutendes Denkmal der sächsischen Verkehrsgeschichte, eine der ältesten Schmalspurbahnen Deutschlands, von geschichtlichem, wissenschaftlich-dokumentarischem, landschaftsgestaltendem sowie Seltenheitswert. | 09301550          |
| Weitere Bilder | Sachgesamtheitsbestandteil der Sachgesamtheit Weißeritztalbahn, Teilabschnitt Rabenau, OT Spechtritz, nur der Streckenverlauf                       | Spechtritz (Karte)                                                          | | Sachgesamtheitsbestandteil der Sachgesamtheit Weißeritztalbahn, Teilabschnitt Rabenau, OT Spechtritz, ohne Einzeldenkmale, nur der Streckenverlauf – Sachgesamtheit mit Gleiskörper (Sachgesamtheitsteil), Technik und allen Hochbauten sowie Brücken der Weißeritztalbahn in den Gemeinden Freital (OT Hainsberg), Rabenau (OT Rabenau, Lübau, Spechtritz, Oelsa), Dippoldiswalde (OT Malter, Dippoldiswalde, Ulberndorf), Schmiedeberg (OT Obercarsdorf, Schmiedeberg, Naundorf) und Altenberg (OT Oberbärenburg, Kurort Kipsdorf), bedeutendes Denkmal der sächsischen Verkehrsgeschichte, eine der ältesten Schmalspurbahnen Deutschlands, von geschichtlichem, wissenschaftlich-dokumentarischem, landschaftsgestaltendem sowie Seltenheitswert. Keine Einzeldenkmale, nur der Streckenverlauf im OT Spechtritz, Wartehäuschen Haltepunkt Spechtritz Neubau um 2012. | 09304222          |
| Weitere Bilder | Sachgesamtheitsbestandteil der Sachgesamtheit Weißeritztalbahn, OT Seifersdorf und OT Oelsa                                                         | Oelsa (Karte)                                                               | ab 1880/1882                                                                                          | Sachgesamtheitsbestandteil der Sachgesamtheit Weißeritztalbahn, Teilabschnitt Dippoldiswalde, OT Seifersdorf – Rabenau, OT Oelsa, auf der Gemarkung Großoelsa (Gemeinde Rabenau, OT Oelsa) mit zahlreichen Einzeldenkmalen. | 09303660          |
| Weitere Bilder | Bahnhof Seifersdorf mit mehreren Gebäuden (Einzeldenkmale zu ID-Nr. 09303660)                                                                       | Oelsa (Karte)                                                               | 1912 (Bahnhof) 1929 (Wartehalle)                                                                      | Einzeldenkmale der Sachgesamtheit Weißeritztalbahn, Teilabschnitt Dippoldiswalde, OT Seifersdorf – Rabenau OT Oelsa sind gemeinde- und gemarkungsübergreifend auf der Gemarkung Großoelsa (Gemeinde Rabenau, OT Oelsa): Bahnhof Seifersdorf mit Empfangsgebäude, Lampenstube, Toilettenhäuschen, Güterboden, teilweise auf der Gemarkung Großoelsa (Gemeinde Rabenau, OT Oelsa) und teilweise auf der Gemarkung Seifersdorf (Gemeinde Dippoldiswalde, OT Seifersdorf): Stützmauer südwestlich des Bahnhofs sowie dreibogige Brücke nördlich des Bahnhofs – von geschichtlichem, wissenschaftlich-dokumentarischem, landschaftsgestaltendem sowie Seltenheitswert. | 09303661          |
| Weitere Bilder | Sachgesamtheitsbestandteil der Sachgesamtheit Weißeritztalbahn im OT Seifersdorf und OT Oelsa                                                       | Seifersdorf, Bergstraße (Karte)                                             | 1881–1910                                                                                             | Sachgesamtheitsbestandteil der Sachgesamtheit Weißeritztalbahn im OT Seifersdorf und OT Oelsa. Teilabschnitt Dippoldiswalde mit folgenden Einzeldenkmalen: Bahnhof Seifersdorf sowie Stützmauer südwestlich des Bahnhofs sowie dreibogige Brücke nördlich des Bahnhofs und Betonbrücke des ehem. Streckenverlaufs (ID-Nr. 09301534). | 09301533          |
|                | Betonbrücke der ehem. Strecke (Einzeldenkmale zu ID-Nr. 09301533)                                                                                   | Seifersdorf, Bergstraße 6 (bei) (Karte)                                     | 1881 (Betonbrücke)                                                                                    | Einzeldenkmale der Sachgesamtheit Weißeritztalbahn im OT Seifersdorf, Rabenau und Oelsa: Bahnhof Seifersdorf mit Empfangsgebäude, Lampenstube, Toilettenhäuschen, Güterboden, Stützmauer südwestlich des Bahnhofs, dreibogige Brücke nördlich des Bahnhofs und Betonbrücke des ehemaligen Streckenverlaufs (ID-Nr. 09301533) – von geschichtlicher, wissenschaftlich-dokumentarischer, landschaftsgestaltender Bedeutung sowie Seltenheitswert. | 09301534          |
| Weitere Bilder | Bahnhof Malter mit Empfangsgebäude und Eisenbahnbrücke (Einzeldenkmale zu ID-Nr. 09301535)                                                          | Malter, Am Bahndamm 2a (Karte)                                              | 1912 (Bahnhof)                                                                                        | Einzeldenkmale der Sachgesamtheit Weißeritztalbahn, Teilabschnitt Dippoldiswalde, OT Malter: Bahnhof Malter (Empfangsgebäude) und Eisenbahnbrücken. Reste der alten Bahntrassierung, Eisenbahnbrücke (ca. Streckenkilometer 10) über Ausläufer der Talsperre, Bahnhof Malter mit Empfangsgebäude daneben Lampenstube und Freitritt (Toilettenhäuschen) (ID-Nr. 09301535) – von geschichtlicher, wissenschaftlich- dokumentarischer, landschaftsgestaltender Bedeutung sowie Seltenheitswert. | 09301536          |
| Weitere Bilder | Sachgesamtheitsbestandteil der Sachgesamtheit Weißeritztalbahn im OT Malter                                                                         | Malter (Karte)                                                              | 1881                                                                                                  | Sachgesamtheitsbestandteil der Sachgesamtheit Weißeritztalbahn. Einzeldenkmale der Sachgesamtheit Weißeritztalbahn, Teilabschnitt Dippoldiswalde, OT Malter: Bahnhof Malter (Empfangsgebäude) und Eisenbahnbrücken. | 09301535          |
| Weitere Bilder | Bahnhof Dippoldiswalde (Einzeldenkmal zu ID-Nr. 09301537)                                                                                           | Dippoldiswalde, An der Kleinbahn 2 (Karte)                                  | 1882                                                                                                  | Einzeldenkmale der Sachgesamtheit Weißeritztalbahn, Teilabschnitt Dippoldiswalde, OT Dippoldiswalde: Bahnhof Dippoldiswalde (Empfangsgebäude, Bahnsteigüberdachung, Wasserkran und kleines Stellwerk) von geschichtlicher, wissenschaftlich-dokumentarischer, landschaftsgestaltender Bedeutung sowie Seltenheitswert. | 09301538          |
| Weitere Bilder | Sachgesamtheitsbestandteil der Sachgesamtheit Weißeritztalbahn im OT Dippoldiswalde                                                                 | Dippoldiswalde (Karte)                                                      | 1882–1961                                                                                             | Sachgesamtheitsbestandteil der Sachgesamtheit Weißeritztalbahn. Einzeldenkmal Teilabschnitt Dippoldiswalde: Bahnhof Dippoldiswalde, bestehend aus Empfangsgebäude (dreigeschossiger Putzbau mit Überstand des Satteldaches im Schweizerstil, Erdgeschoss mit Wartehalle, Fahrkartenausgabe, Stückgutabfertigung, Diensträumen, Erstes Obergeschoss mit Wohnungen, 1882, baulich etwas verändert 1959–61), Bahnsteigüberdachung (ca. 50 m lang und 6 m hoch, Holzstützkonstruktion, 1906), Güterschuppen und Güterrampe, Wasserkran und kleinem Stellwerk (verbrettert, 1930). | 09301537          |
|                | Ehem. Bahnwärterhaus (Einzeldenkmal zu ID-Nr. 09301539)                                                                                             | Ulberndorf, Ulberndorfer Straße 4b (Karte)                                  | Ende 19. Jh.                                                                                          | Einzeldenkmal der Sachgesamtheit Weißeritztalbahn, Teilabschnitt Dippoldiswalde, OT Ulberndorf: ehemaliges Bahnwärterhaus (ID-Nr. 09301539) – von geschichtlicher, wissenschaftlich-dokumentarischer, landschaftsgestaltendem Bedeutung sowie Seltenheitswert. Ehemaliges Bahnwärterhaus, eingeschossig, Drempel, Segmentbogenöffnungen, flaches Satteldach mit Biberschwanz-Kronendeckung, profilierte Sandstein-Fenstergewände, Ende 19. Jhdt. | 09301540          |
| Weitere Bilder | Sachgesamtheitsbestandteil der Sachgesamtheit Weißeritztalbahn im OT Ulberndorf                                                                     | Ulberndorf, Ulberndorfer Straße (Karte)                                     | E. 19. Jh. (Bahnwärterhaus)                                                                           | Sachgesamtheitsbestandteil der Sachgesamtheit Weißeritztalbahn. Teilabschnitt Dippoldiswalde, OT Ulberndorf mit dem Einzeldenkmal: ehemaliges Bahnwärterhaus (ID-Nr. 09301540) – ehemaliges Bahnwärterhaus, eingeschossig, Drempel, Segmentbogenöffnungen, flaches Satteldach mit Biberschwanz-Kronendeckung, profilierte Sandstein-Fenstergewände, Ende 19. Jahrhundert. | 09301539          |
| Weitere Bilder | Haltepunkt Obercarsdorf mit Empfangsgebäude (Einzeldenkmal zu ID-Nr. 09301545)                                                                      | Obercarsdorf, Dresdner Landstraße 87 (gegenüber) (Karte)                    | 1882                                                                                                  | Einzeldenkmal der Sachgesamtheit Weißeritztalbahn, Teilabschnitt Schmiedeberg, OT Obercarsdorf: Haltepunkt Obercarsdorf, bestehend aus Empfangsgebäude mit Dienstraum und Warteraum mit Fahrkartenausgabe (ID-Nr. 09301545), eingeschossiger Massivbau mit kleinem verbretterten Teil, Sandsteingewände, flaches Satteldach mit Überstand, vermutlich urspr. 1882, 1928/29 und 1934/35 umgebaut – von geschichtlicher, wissenschaftlich-dokumentarischer, landschaftsgestaltender Bedeutung sowie Seltenheitswert. | 09301542          |
| Weitere Bilder | Sachgesamtheitsbestandteil der Sachgesamtheit Weißeritztalbahn im OT Obercarsdorf                                                                   | Obercarsdorf, Dresdner Landstraße (Karte)                                   | 1882                                                                                                  | Sachgesamtheitsbestandteil der Sachgesamtheit Weißeritztalbahn. Teilabschnitt Schmiedeberg, OT Obercarsdorf, mit folgendem Einzeldenkmal: Haltepunkt Obercarsdorf, bestehend aus Empfangsgebäude, Dienstraum und Warteraum mit Fahrkartenausgabe (ID-Nr. 09301542), eingeschossiger Massivbau mit kleinem verbretterten Teil, Sandsteingewände, flaches Satteldach mit Überstand, vermutlich ursprünglich 1882, 1928/1929 und 1934/1935 umgebaut. | 09301545 Naundorf |
| Weitere Bilder | Sachgesamtheitsbestandteil der Sachgesamtheit Weißeritztalbahn im OT Naundorf                                                                       | Naundorf (Karte)                                                            | 1924 (Haltepunkt Naundorf)                                                                            | Sachgesamtheitsbestandteil der Sachgesamtheit Weißeritztalbahn. Teilabschnitt Schmiedeberg, OT Naundorf mit dem Einzeldenkmal: Haltepunkt Naundorf (ID-Nr. 09301544). | 09301541          |
| Weitere Bilder | Haltepunkt Naundorf (Einzeldenkmal zu ID-Nr. 09301541)                                                                                              | Naundorf, Tal Naundorf 28b (Karte)                                          | 1924 (Haltepunkt Naundorf)                                                                            | Einzeldenkmal der Sachgesamtheit Weißeritztalbahn, Teilabschnitt Schmiedeberg, OT Naundorf: Haltepunkt Naundorf (ID-Nr. 09301541) – von geschichtlicher, wissenschaftlich-dokumentarischer, landschaftsgestaltender Bedeutung sowie Seltenheitswert. | 09301544          |
|                | Viadukt Schmiedeberg und Bahnhof Schmiedeberg (Einzeldenkmale zu ID-Nr. 09301546)                                                                   | Schmiedeberg, Altenberger Straße 34b; 34c; Schenkgasse; Zum Bahnhof (Karte) | 1924, Bahnhof Schmiedeberg                                                                            | Einzeldenkmale im OT Schmiedeberg - Viadukt Schmiedeberg (1919/20 errichtet, 170 m lange Bogenbrücke) mit Anschlussbrückenbauwerk (Eisenbahnüberführung Schenkgasse, 1922 errichtet, 21 m lange Pendelpfeilerbrücke aus Beton) - Bahnhof Schmiedeberg mit Empfangsgebäude und Güterschuppen - Haltepunkt Buschmühle Weiteres zur Streckengeschichte. | 09301547          |
| Weitere Bilder | Sachgesamtheitsbestandteil der Sachgesamtheit Weißeritztalbahn im OT Schmiedeberg                                                                   | Schmiedeberg (Karte)                                                        | 1919-1922                                                                                             | Sachgesamtheitsbestandteil der Sachgesamtheit Weißeritztalbahn, Teilabschnitt Schmiedeberg, OT Schmiedeberg, mit folgenden Einzeldenkmalen: Viadukt Schmiedeberg mit Eisenbahnüberführung Schenkgasse, Bahnhof Schmiedeberg mit Empfangsgebäude und Güterschuppen (Einzeldenkmal ID-Nr. 09301547) sowie Haltepunkt Buschmühle. | 09301546          |
| Weitere Bilder | Sachgesamtheitsbestandteil der Sachgesamtheit Weißeritztalbahn im OT Schmiedeberg mit Einzeldenkmal Haltepunkt Buschmühle                           | Schmiedeberg, Altenberger Straße, 71 (bei) (Karte)                          | 1919-1922                                                                                             | Sachgesamtheitsbestandteil der Sachgesamtheit Weißeritztalbahn, Teilabschnitt Schmiedeberg, OT Schmiedeberg, mit folgenden Einzeldenkmalen: Viadukt Schmiedeberg mit Eisenbahnüberführung Schenkgasse, Bahnhof Schmiedeberg mit Empfangsgebäude und Güterschuppen (Einzeldenkmal ID-Nr. 09301547) sowie Haltepunkt Buschmühle. | 09301546          |
|                | Sachgesamtheitsbestandteil der Sachgesamtheit Weißeritztalbahn, Teilabschnitt Altenberg, OT Oberbärenburg, ohne Einzeldenkmale, nur Streckenverlauf | Oberbärenburg (Karte)                                                       | 1880 bis 1882                                                                                         | Sachgesamtheit mit Gleiskörper (Sachgesamtheitsteile), Technik und allen Hochbauten sowie Brücken der Weißeritztalbahn in den Gemeinden Freital (OT Hainsberg), Rabenau (OT Rabenau, Lübau, Spechtritz, Oelsa), Dippoldiswalde (OT Malter, Dippoldiswalde, Ulberndorf), Schmiedeberg (OT Obercarsdorf, Schmiedeberg, Naundorf) und Altenberg (OT Oberbärenburg, Kurort Kipsdorf), keine Einzeldenkmale, nur der Streckenverlauf im Teilabschnitt Altenberg, OT Oberbärenburg – bedeutendes Denkmal der sächsischen Verkehrsgeschichte, eine der ältesten Schmalspurbahnen Deutschlands, von geschichtlichem, wissenschaftlich-dokumentarischem, landschaftsgestaltendem sowie Seltenheitswert. | 09304220          |
| Weitere Bilder | Sachgesamtheitsbestandteil der Sachgesamtheit Weißeritztalbahn, Teilabschnitt Altenberg, OT Kurort Kipsdorf                                         | Kurort Kipsdorf, Altenberger Straße (Karte)                                 | 1934 (Eisenbahnanlage)                                                                                | Sachgesamtheitsbestandteil der Sachgesamtheit Weißeritztalbahn, Teilabschnitt Altenberg, OT Kurort Kipsdorf mit folgenden Einzeldenkmalen: Bahnhof Kipsdorf mit Empfangshalle, Stellwerk, Fahrdienstleitergebäude und Wasserkran, drei Eisenbahnerhäuser und Lokschuppen; Sachgesamtheit mit Gleiskörper (Sachgesamtheitsteile), Technik und allen Hochbauten sowie Brücken der Weißeritztalbahn in den Gemeinden Freital (OT Hainsberg), Rabenau (OT Rabenau, Lübau, Spechtritz, Oelsa), Dippoldiswalde (OT Malter, Dippoldiswalde, Ulberndorf), Schmiedeberg (OT Obercarsdorf, Schmiedeberg, Naundorf) und Altenberg (OT Oberbärenburg, Kurort Kipsdorf), bedeutendes Denkmal der sächsischen Verkehrsgeschichte, eine der ältesten Schmalspurbahnen Deutschlands, von geschichtlichem, wissenschaftlich-dokumentarischem, landschaftsgestaltendem sowie Seltenheitswert. | 09301548          |
| Weitere Bilder | Bahnhof Kipsdorf | Kurort Kipsdorf, Altenberger Straße 22 (Karte)                              | vor 1900 (Eisenbahnerhäuser); 1920er Jahre (Lokschuppen); 1930er Jahre (Wandmalerei): 1934 (Bahnhof); | Einzeldenkmale der Sachgesamtheit Weißeritztalbahn, Teilabschnitt Altenberg, OT Kurort Kipsdorf: Bahnhof Kipsdorf mit Empfangsgebäude, Stellwerk, Fahrdienstleitergebäude und Wasserkran, drei Eisenbahnerhäuser und Lokschuppen; von geschichtlichem, wissenschaftlich-dokumentarischem, landschaftsgestaltendem sowie Seltenheitswert. | 09301549          |

## Ausführliche Denkmaltexte
1. ↑  
Sachgesamtheit Weißeritztalbahn, davon gehören folgende Einzeldenkmale zum Teilabschnitt Freital, OT Hainsberg: Bahnhof Freital-Hainsberg mit diversen Gebäuden und Geräten, sowie bewegliche Denkmale wie Lokomotiven, Reisezugwagen, Güterwagen, Schneepflug und Schmalspurdraisine (Technische Denkmale) (Einzeldenkmalliste, OT Hainsberg ID-Nr. 09301532), davon gehören folgende Einzeldenkmale zum Teilabschnitt Freital, OT Hainsberg - Rabenau, OT Rabenau: auf der Gemarkung Coßmannsdorf der Haltepunkt Freital-Coßmannsdorf mit dem Wartehäuschen sowie gemeinde- und gemarkungsübergreifend teilweise auf der Gemarkung Coßmannsdorf (Gemeinde Freital, OT Hainsberg) und teilweise auf der Gemarkung Rabenau (Gemeinde Rabenau, OT Rabenau) zwei Naturstein-Bogenbrücken (Einzeldenkmalliste, OT Hainsberg, Gemarkung Coßmannsdorf ID-Nr. 09304221 und in der Gemeinde Rabenau, OT Rabenau, Sachgesamtheitsliste ID-Nr. 09301550 und Einzeldenkmalliste, OT Rabenau ID-Nr. 09301553); bedeutendes Denkmal der sächsischen Verkehrsgeschichte, eine der ältesten Schmalspurbahnen Deutschlands, von geschichtlichem, wissenschaftlich-dokumentarischem, landschaftsgestaltendem sowie Seltenheitswert.
2. ↑  
Technisches und baugeschichtliches Denkmal, im ersten Jahrzehnt des 20. Jh. im Zuge der Gesamtumbauten und der zwischen Potschappel und Hainsberg erfolgten Hochlegung der Eisenbahnstrecke 600 m östlich des Vorgängerbaues neu errichtet. Das Empfangsgebäude besteht aus zwei giebelständigen dreigeschossigen Baukörpern unterschiedlicher Breite, die durch einen zweigeschossigen Querbau, der sich jeweils hinter den Risaliten fortsetzt, verbunden sind. Die Fassaden sind abwechselungsreich und aufwändig gegliedert und vereinen verschiedene Baumaterialien; Gesims zwischen dem Sandsteinsockel und dem backsteinsichtigen EG, die Obergeschosse mit Kammputz versehen; Fassade gegliedert durch Segmentbogenfenster, großes Panoramafenster im Gaststättenbereich; die flachen Satteldächer jeweils mit breitem Überstand. Weitgehend original ist der Schaltersaal (z. B. Bodenfliesen und Holzelemente, gewölbte Decke mit Gurtgliederung und gerahmten Lichtschächten). 

Nicht nur der architektonische Wert ist bemerkenswert, sondern auch der Seltenheitswert, dass hier sowohl Regelspur- als auch Schmalspurbetrieb (Weißeritztalbahn) abgewickelt werden, außerdem die Vollständigkeit der Anlage. Dazu ist zu erwähnen die Bahnsteigüberdachung der Strecke Dresden-Werdau, eine Stahlfachwerkkonstruktion mit Holzbedeckung; die Überdachung des Schmalspur-Bahnsteiges einschließlich des überwölbten Fußgängertunnels; der dreigleisige Rechteck-Lokschuppen in Holzfachwerk mit Ziegelausfachung; die werksteinsichtige Stützmauer der Regelspurstrecke im Bereich des Schmalspurbahnsteiges; das Magazin (früherer Kohleschuppen); die Bekohlungsanlage (z. T. aus Potschappel umgesetzt), bestehend aus Kohlenbansen und Bockkran, dem Wasserkran, der Überladerampe und den Anlagen des Rollwagenverkehrs bzw. den hierfür vorgesehenen Gleisanlagen (Rollgrube); die sog. Pumphosenbrücke; das zweigeschossige Dienst- und Aufsichtsgebäude, schließlich die Stellwerke mit Resten der mechanischen Stelleinrichtungen. Dazu kommen als bewegliche technische Denkmale zwei Lokomotiven und zusammen etwa 30 Personen- und Güterwagen, außerdem ein Schneepflug von 1925 und eine Schmalspurdraisine. (LfD/2012).
3. 1 2 3 4 5  
Die 26,3 km lange Schmalspurstrecke (750 mm Spurweite) wurde 1880–1882 bis Schmiedeberg vollendet, im Jahr darauf bis Kipsdorf. Veränderungen des Streckenverlaufs 1908–1912 durch den Bau der Talsperre Malter, mehrfache Umbauten bis 1934, Hauptauftraggeber waren Industriebetriebe in Dippoldiswalde und die Eisengießerei in Schmiedeberg, steilste Streckenabschnitte der sächsischen Schmalspurbahnen, Bahnkörper, Bahnhofsgestaltung und Trassierungselemente bestimmten die technische Entwicklung aller Schmalspurbahnen in Sachsen.
4. ↑  
Einzeldenkmale im Teilabschnitt Rabenau, OT Rabenau: Bahnhof Rabenau (als Abbruch verzeichnet), Bhf. Rabenau Streckenkilometer 5,175, nahe Bahnhofstraße 23 (Rabenauer Mühle), authentisch nur noch ein Holzbau, der zuletzt als Stellwerk genutzt wurde, ca. 1881 erbaut – dieser nach 2002 abgebrochen, weiterhin auf der Gemarkung Rabenau (ohne Adresse): zwei Naturstein-Bogenbrücken, 1883. 

Einzeldenkmale im Teilabschnitt Freital, OT Hainsberg – Rabenau, OT Rabenau: hiervon auf der Gemarkung Coßmannsdorf (Gemeinde Freital, OT Hainsberg, An der Kleinbahn gegenüber 6, Flurstück 40, Streckenkilometer 1,620) Haltepunkt Freital-Coßmannsdorf, bestehend aus Wartehäuschen mit Fahrkartenausgabe, ca. 7 m × 3 m, querverbrettert ohne Zwischenpfosten, alle Fensterflügel dreigeteilt, Satteldach mit Schieferdeckung, 1930, hiervon teilweise auf Gemarkung Rabenau (Gemeinde Rabenau, OT Rabenau, Flurstück 570) und teilweise auf Gemarkung Coßmannsdorf (Freital, OT Hainsberg, Flurstück 177 und 178): zwei Naturstein-Bogenbrücken, 1883.
5. ↑  
Einzeldenkmale zum Teilabschnitt Dippoldiswalde, OT Seifersdorf und Rabenau, OT Oelsa:

Bahnhof Seifersdorf mit Empfangsgebäude, Lampenstube, Toilettenhäuschen, Güterboden sowie gemeinde- und gemarkungsübergreifend teilweise auf Gemarkung Großoelsa (Gemeinde Rabenau, OT Oelsa) und teilweise auf Gemarkung Seifersdorf (Gemeinde Dippoldiswalde, OT Seifersdorf) folgende Einzeldenkmale: Stützmauer südwestlich des Bahnhofs sowie dreibogige Brücke nördlich des Bahnhofs (Einzeldenkmale ID-Nr. 09303661) – Sachgesamtheit mit Gleiskörper (Sachgesamtheitsteile), Technik und allen Hochbauten sowie Brücken der Weißeritztalbahn in den Gemeinden Freital (OT Hainsberg), Rabenau (OT Rabenau, Lübau, Spechtritz, Oelsa), Dippoldiswalde (OT Malter, Dippoldiswalde, Ulberndorf), Schmiedeberg (OT Obercarsdorf, Schmiedeberg, Naundorf) und Altenberg (OT Oberbärenburg, Kurort Kipsdorf), bedeutendes Denkmal der sächsischen Verkehrsgeschichte, eine der ältesten Schmalspurbahnen Deutschlands, von geschichtlichem, wissenschaftlich-dokumentarischem, landschaftsgestaltendem sowie Seltenheitswert.
6. 1 2   
Bahnhof Seifersdorf als Sachgesamtheitsbestandteil mit den dazugehörigen Einzeldenkmalen, Streckenkilometer 8,660 – befindet sich sowohl in der Gemeinde Dippoldiswalde OT Seifersdorf als auch in der Gemeinde Rabenau OT Oelsa (Gemarkung Großoelsa). 

Einzeldenkmale hiervon in der Gemeinde Rabenau, OT Oelsa: Empfangsgebäude mit ehem. Fahrkartenausgabe, Gepäckabfertigung und Dienstraum, senkrechte Verbretterung mit Deckleisten, Dachvorsprung über der Eingangstür, Fenster zweiflügelig, je dreifeldrig, originales Türblatt, gewölbtes Walmdach, Biberschwanzdeckung, 1912, daneben Lampenstube und Toilettenhäuschen sowie Güterboden auf der anderen Gleisseite, 1912, senkrecht verbrettert, ca. 40 cm Ziegelfundament, zweiteilige Schiebetür mit Oberfenster, beidseitig Holzrampen, Walmdach. 

Einzeldenkmale gemarkungsübergreifend auf Gemarkung Seifersdorf (Gemeinde Dippoldiswalde, OT Seifersdorf) und auf Gemarkung Großoelsa (Gemeinde Rabenau, OT Oelsa): Stützmauer südwestlich des Bahnhofs, mit großen Blendbögen sowie dreibogige Brücke, nördlich des Bahnhofs, unregelmäßige Sandsteinquader, in der Gemeinde Dippoldiswalde, OT Seifersdorf, bei Bergstraße 6.
7. 1 2 3 4 5 6 7 8  
Sachgesamtheit mit Gleiskörper (Sachgesamtheitsteile), Technik und allen Hochbauten sowie Brücken der Weißeritztalbahn in den Gemeinden Freital (OT Hainsberg), Rabenau (OT Rabenau, Lübau, Spechtritz, Oelsa), Dippoldiswalde (OT Malter, Dippoldiswalde, Ulberndorf), Schmiedeberg (OT Obercarsdorf, Schmiedeberg, Naundorf) und Altenberg (OT Oberbärenburg, Kurort Kipsdorf) – bedeutendes Denkmal der sächsischen Verkehrsgeschichte, eine der ältesten Schmalspurbahnen Deutschlands, von geschichtlicher, wissenschaftlich-dokumentarischer, landschaftsgestaltender Bedeutung sowie Seltenheitswert. 
Die 26,3 km lange Schmalspurstrecke (750 mm Spurweite) wurde 1880–1882 bis Schmiedeberg vollendet, im Jahr darauf bis Kipsdorf. Veränderungen des Streckenverlaufs 1908–1912 durch den Bau der Talsperre Malter, mehrfache Umbauten bis 1934, Hauptauftraggeber waren Industriebetriebe in Dippoldiswalde und die Eisengießerei in Schmiedeberg, steilste Streckenabschnitte der sächsischen Schmalspurbahnen, Bahnkörper, Bahnhofsgestaltung und Trassierungselemente bestimmten die technische Entwicklung aller Schmalspurbahnen in Sachsen.
8. 1 2  
Bahnhof Seifersdorf als Sachgesamtheitsbestandteil mit den dazugehörigen Einzeldenkmalen: 
  - Bahnhof Seifersdorf
    - Empfangsgebäude (mit ehemaliger Fahrkartenausgabe, Gepäckabfertigung und Dienstraum, senkrechte Verbretterung mit Deckleisten, Dachvorsprung über der Eingangstür, Fenster zweiflügelig, je dreifeldrig, originales Türblatt, gewölbtes Walmdach, Biberschwanzdeckung, 1912) sowie Lampenstube und Toilettenhäuschen,
    - Güterboden auf der anderen Gleisseite, 1912, senkrecht verbrettert, ca. 40 cm Ziegelfundament, zweiteilige Schiebetür mit Oberfenster, beidseitig Holzrampen, Walmdach,

  - Stützmauer südwestlich des Bahnhofs, mit großen Blendbögen
  - dreibogige Brücke nördlich des Bahnhofs, unregelmäßige Sandsteinquader,
  - Betonbrücke (bei Bergstraße 6) des ehemaligen Streckenverlaufs von 1881, gilt als erste ihrer Bauart in Deutschland.
9. 1 2  
Einzeldenkmale Teilabschnitt Dippoldiswalde, OT Malter: 
  - Bahnhof Malter mit 
    - Empfangsgebäude: mit Fahrkartenausgabe, Warteraum, Dienstraum, Gebäude senkrecht verbrettert mit Deckleisten, kleinteilige Fenstersprossung, Eingang durch herausgestellten Giebel hervorgehoben, gewölbtes Walmdach mit Biberschwanzdeckung im mittleren Bereich erhöht, 1912, erweitert 1914,
    - Lampenstube und verbretterter Freitritt (Toilettenhäuschen).

  - Reste der alten Bahntrassierung von 1881 (vor Verlegung beim Bau der Talsperre) zwischen Bahnhof Seifersdorf und Talsperre Malter, links der Roten Weißeritz.
  - Eisenbahnbrücke mit drei großen Segmentbögen und zwei Rundbögen, führt über Ausläufer der Talsperre, ca. 1912.
10. ↑  
Bahnhof Dippoldiswalde, bestehend aus 
a) Empfangsgebäude: dreigeschossiger Putzbau mit Überstand des Satteldaches im Schweizerstil, Erdgeschoss mit Wartehalle, Fahrkartenausgabe, Stückgutabfertigung, Diensträumen, Erstes Obergeschoss mit Wohnungen, 1882, baulich etwas verändert 1959–61, 
b) Bahnsteigüberdachung, ca. 50 m lang und 6 m hoch, Holzstützkonstruktion, 1906, 
c) Wasserkran, 
d) kleines Stellwerk, verbrettert, 1930.
11. ↑  
Einzeldenkmale der Sachgesamtheit Weißeritztalbahn im Teilabschnitt Schmiedeberg, OT Schmiedeberg: 
  - Viadukt Schmiedeberg mit Eisenbahnüberführung Schenkgasse: in der Ortsmitte, Streckenkilometer 21,731 bzw. 21,825, Viadukt mit 8 Rundbögen und anschließende Balkenbrücke mit 2 Feldern (Eisenbahnüberführung Schenkgasse), Viadukt: 170 m lang, 9,8 m hoch, 4,2 m breit, erbaut 1919–1920 von Fa. Richter, Kammerling & Co., Dresden, größter Kunstbau/längstes Brückenbauwerk der Strecke, führt die Trasse über das in Schmiedeberg einmündende Pöbelbachtal, Bau im Zuge der Trassenverlegung des Streckenabschnitts Obercarsdorf–Buschmühle aus der Ortslage heraus an den Talhang zwischen 1920 und 1924, ursprünglich als Stahlträgerbrücke konzipiert, aufgrund der hohen Stahlpreise jedoch Konstruktion als Bogenbrücke (segmentbogig) aus Stahlbeton mit Natursteinverblendung.
  - Eisenbahnüberführung: 21,2 m lang, 4,2 m breit, erbaut 1922, zweifeldrige Betonbalkenbrücke mit obenliegender Fahrbahn und einem Mittelpfeiler (Pendelpfeiler), zwei Durchlaufträger sowie mehrere Querträger pro Feld tragen die vorkragende Fahrbahntafel, letztere wird optisch von Konsolen an den  Stirnseiten getragen, Durchlaufträger über Vouten mit Pfeiler verbunden, Pendelpfeiler mit zwei Gelenken, an den Durchlaufträgerenden ein festes sowie ein bewegliches Lager (Betonlager), Durchlauf- und Querträger mit abgefasten Kanten, in Sachsen inzwischen seltene Brückenkonstruktion als Pendelpfeilerbrücke in Eisenbeton, von großer baulicher und gestalterischer Qualität.
  - Bahnhof Schmiedeberg mit Empfangsgebäude und Güterschuppen: 
    - Empfangsgebäude (Nr. 34c): sehr tiefer eingeschossiger massiver Putzbau mit Walmdach und großen Fenstern mit kleinteiliger Sprossung, erbaut 1924, Eröffnung am 1.12.1924, ursprünglich Inselbahnhof, ersetzte den 1882 eröffneten und 1924 stillgelegten Bahnhof in der Ortsmitte.
    - Güterschuppen (Nr. 34b): auf der anderen Gleisseite zwischen Ladegleis und gepflasterter Ladestraße gelegen, einfacher Rechteckschuppen für den Stückgutverkehr, eingeschossiger massiver Putzbau mit beidseitig zum Schutz der Ladesteige (nur noch teilweise erhalten) überstehendem Satteldach, Laderampe (Seitenrampe) giebelseitig anschließend. Zwischen 1919 und 1924 erfolgte die Verlegung der Strecke von Obercarsdorf bis Buschmühle auf die andere Talseite, was den Bau eines neuen Empfangsgebäudes zur Folge hatte. Ursache für die Verlegung war die geplante und teilweise ausgeführte Abzweigung des Schmalspurnetzes von Schmiedeberg nach Moldau (an der Westseite des Bahnhofs war die Einbindung der nicht fertiggestellten Pöbeltalbahn nach Moldau bereits vorbereitet) sowie das hohe Güterverkehrsaufkommen (v. a. der örtlichen Gießerei), das die in Ortslage eingezwängten Bahnanlagen zum Güterumschlag um 1910 schließlich an ihre Kapazitätsgrenze brachte. Angefangen, aber nicht vollendet wurde der Personentunnel am Empfangsgebäude, der die Verbindung zwischen den Bahnsteigen des einstigen Inselbahnhofs herstellen sollte.

  - Haltepunkt Buschmühle: bei Altenberger Straße 71, Stationsgebäude: einfache, querverbretterte Wartehalle mit flachem Walmdach, Grundfläche 8 × 3 m, Eingangstür auf der gleisabgewandten Seite, 1930 errichtet, beherbergte Warteraum, Fahrkartenausgabe und Gepäckabfertigung, Stationseröffnung am 3. September 1883, zunächst als Haltestelle, zwischen 1905 und 1933 als Bahnhof geführt, nachfolgend Haltepunkt, bis Anfang der 1990er Jahre Endstation der Güterzüge zur Bedienung der Gießerei Schmiedeberg, Anlagen während des Hochwassers 2002 nur gering beschädigt.
12. 1 2  
Weißeritztalbahn (Streckenkürzel HK, DB-Streckennummer 6966) 
 
Streckenführung durch das Tal der Roten Weißeritz: von Freital-Hainsberg durch den Rabenauer Grund über Dippoldiswalde und Schmiedeberg nach Kipsdorf, erste Überlegungen zum Bau einer Schmalspurbahn im Weißeritztal 1865, 1878 Vermessungsarbeiten für eine normalspurige Nebenbahn von Hainsberg nach Schmiedeberg, aufgrund der Enge des Tales im Rabenauer Grund Entscheidung für eine schmalspurige Variante (zeitgleich mit den Planungen für die erste sächsische Schmalspurbahn Wilkau-Haßlau–Carlsfeld, diese wurde 1881 – also ein Jahr früher als die Weißeritztalbhan – eröffnet), Beginn der Bauarbeiten 1881, 1882 Eröffnung der Strecke zwischen Hainsberg und Schmiedeberg, 1883 Fertigstellung der Strecke bis Kipsdorf (Eröffnung der Gesamtstrecke am 3. September 1883), große Bedeutung für den Güter- und Personenverkehr (v. a. Ausflugs- und Wintersportverkehr), kurbelte die industrielle Entwicklung des Weißeritztales an, bereits 1883 erhielten einige Bahnhöfe längere Ladegleise, Zweiggleise zu Fabriken kamen auf der freien Strecke hinzu, 1902 Einführung des Rollbockverkehrs (Transport normalspuriger Güterwagen auf schmalspurigen Rollböcken), weiterhin entstanden Hotels, Pensionen und Ausflugsrestaurants entlang der Strecke, ab 1913 Verbindung ins Wilsdruffer Schmalspurnetz mittels Dreischienengleis zwischen Hainsberg und Potschappel, 1907–1912 Neutrassierung des Streckenabschnitts zwischen Spechtritz und Dippoldiswalde aufgrund des Baus der Talsperre Malter, zweite Neutrassierung 1920–1924 zwischen Obercarsdorf und Buschmühle (Verlagerung der Trasse an den Talhang), damit Beseitigung der für den Güterverkehr stark einengenden Ortsdurchfahrt in Schmiedeberg, Demontage der alten Strecke bis 1925, 1932–1934 Um-/Neubau des Bahnhofs Kipsdorf zur Bewältigung des zunehmenden Wintersportverkehrs, während des Zweiten Weltkriegs Einschränkungen im Zugverkehr (Personalmangel, schadhaftes rollendes Material), nach 1945 Einbrüche im Güterverkehr, kein Ausflugsverkehr, ab 1948 Aufnahme des Uranerzbergbaus im Revier Niederpöbel (Wismut AG, Uranerz-Lagerstätte südlich von Schmiedeberg, bis 1954 abgebaut), dadurch wieder Verkehrszuwachs im Güter- und Personenverkehr, ab den 1950er Jahren ebenso Wiederanstieg des Ausflugsverkehrs, 1960 Einstellung des Stückgutverkehrs, 1964–1975 Stilllegung der meisten DDR-Schmalspurstrecken, überwiegend Verlagerung des Güter- und Personenverkehrs auf die Straße, Weißeritztalbahn an 1973 eine der wenigen weiterbetriebenen Schmalspurbahnen (insgesamt sollten 7 Schmalspurbahnen in der DDR erhalten und zu vorrangig touristisch genutzten weiterentwickelt werden), weiterhin großes Güterverkehrsaufkommen für die Eisengießerei in Schmiedeberg (Gusssand) sowie Wochenendausflugsverkehr, nach der Wende überwiegendes Ausbleiben und 1994 schließlich Einstellung des Güterverkehrs, allerdings Aufrechterhaltung des Personenverkehrs, 2002 Zerstörung von Gleisanlagen mehrerer Streckenabschnitte durch das „Jahrhunderthochwasser“, Einstellung des Eisenbahnbetriebs, seither schrittweiser Wiederaufbau: bereits 2003–2006 Sonderfahrten auf weniger beschädigten Teilabschnitten, 2008 Wiedereröffnung der Strecke zwischen Freital-Hainsberg und Dippoldiswalde, 2010 Sonderzugverkehr zwischen Obercarsdorf und Schmiedeberg, 2013 erneut Hochwasserschäden zwischen Rabenau und Spechtritz, ab 2014 Wiederaufbauarbeiten auf dem Streckenabschnitt Schmiedeberg–Kipsdorf mit Wiedereröffnung dieses Abschnitts im Juni 2017.